# Stara Wieś (powiat słupecki)
Stara Wieś – zniesiona nazwa wsi w Polsce położona w województwie wielkopolskim, w powiecie słupeckim, w gminie Słupca.
Nazwa miejscowości została zniesiona z 2022 r.
W latach 1975–1998 miejscowość należała administracyjnie do województwa konińskiego.